# St. Marien (Detmold)

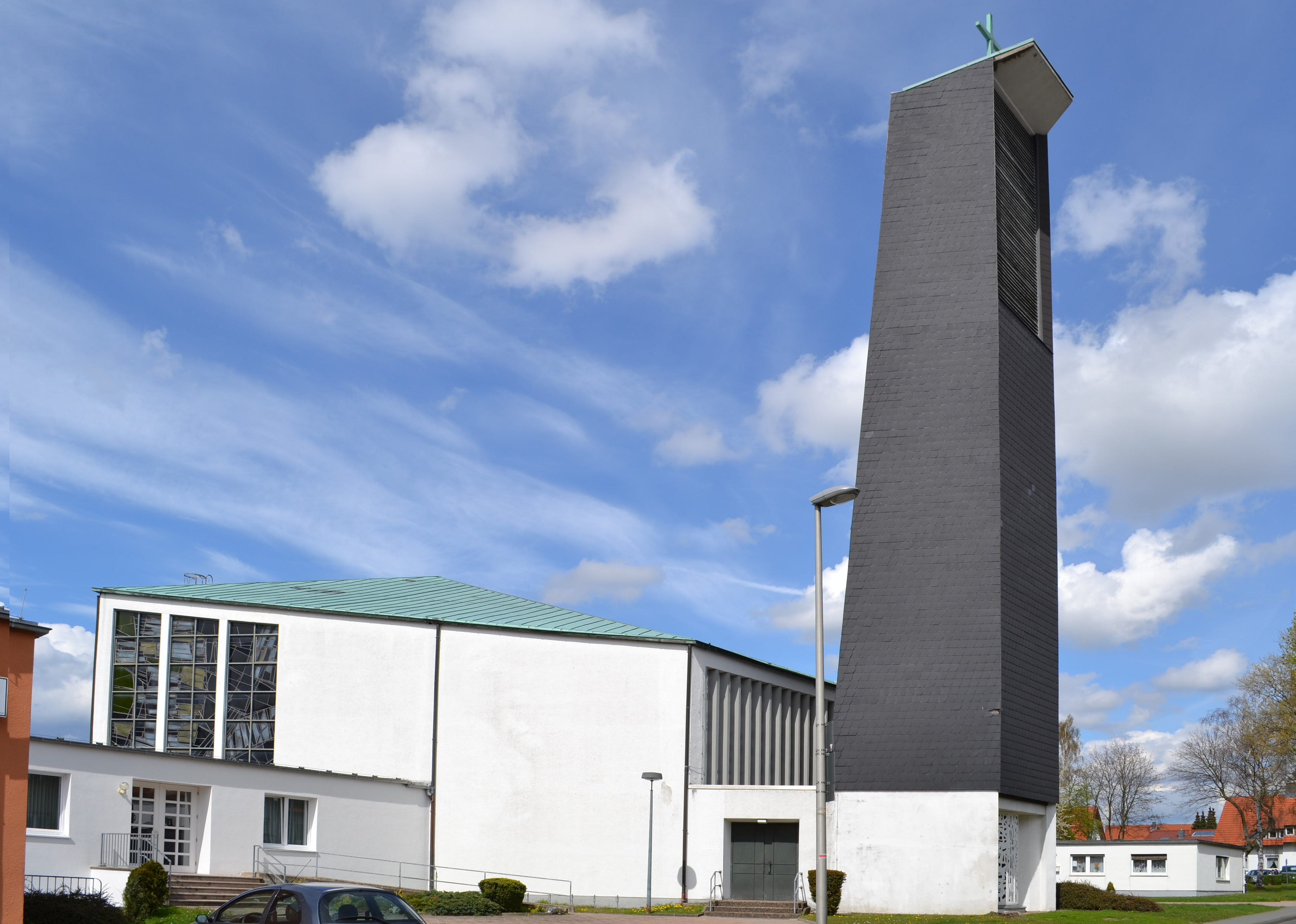
St. Marien in Detmold

St. Marien ist eine römisch-katholische Pfarrkirche im Norden von Detmold, Kreis Lippe in Nordrhein-Westfalen. Kirche und Gemeinde gehören zum Pastoralverbund Detmold im Dekanat Bielefeld-Lippe des Erzbistums Paderborn. Kirche und Turm stehen seit dem 11. März 2019 unter Denkmalschutz.

## Geschichte
Die ersten Überlegungen eine Kirche im Norden Detmolds zu errichten, gehen auf das Jahr 1948 zurück. 1954 gelang es, ein Grundstück zu erwerben, was auf Bitten der Stadt nochmals getauscht wurde.
Die Kirche entstand in den Jahren 1960 bis 1961 nach Plänen von Otto Weicken. Am 4. Februar 1962 konsekrierte Weihbischof Paul Nordhues die Kirche.

## Architektur
Der Grundriss der Kirche hat die Form eines gleichschenkligen Dreieckes mit nach außen gewinkelter Stirnwand. An die Spitze schließt sich der Turm unter einem Pultdach an.
Im Inneren ist die hölzerne fünfteilige Decke sichtbar. Das Gestühl steht in zwei Blöcken auf den Altar ausgerichtet.

## Ausstattung
Den Altarstein schuf Josef Rikus. Die Wand dahinter ist mit einem Steinmosaik von Elisabeth Hoffmann-Lacher versehen. Hubert Spierling entwarf die großformatigen Buntglasfenster.